# كل أحمدي (أبو الفارس)
كل أحمدي (بالفارسية: کل‌احمدی) هي منطقة سكنية تقع في إيران في قسم أبو الفارس الريفي. يقدر عدد سكانها بـ 122 نسمة بحسب إحصاء 2016.